# Всеобщие выборы в Намибии (2014)
Всеобщие выборы в Намибии прошли 28 ноября 2014 года. По их результатам станут известны имена 78 депутатов Национальной ассамблеи и президента Намибии. Ожидается, что новым президентом станет действующий премьер-министр с 12-летним стажем Хаге Гейнгоб от партии Организация народов Юго-Западной Африки, не проигравшей ни одних выборов за 24-летнюю историю страны. Между тем данные выборы стали полностью электронным голосованием, впервые проведённым на территории Африки.

## Ситуация в стране
Намибия является политически стабильной страной, живущей за счёт месторождений алмазов, цинка, золота, являясь пятой страной в мире по производству урана. Другими основными отраслями экономики является развитая промышленность, сельское хозяйство, туризм и рыболовство. В 2005 году правительство начало сельскохозяйственную реформу с целью перераспределения земли, чтобы к 2020 году изменить количество земли в руках белого меньшинства, удерживающего 40 процентов пахоты, что составляет 15 миллионов гектаров. Между тем, проблему представляет отсутствие достаточного количества медицинских учреждений и высокий уровень бедности — более 40 % населения Намибии живёт в нищете. Средний доход на душу населения в 2013 году составлял 5840 долларов США, а уровень безработицы среди молодёжи — 40 %.

## Кандидаты в президенты
Так как действующий глава государства Хификепунье Похамба не смог выдвинуть свою кандидатуру из-за конституционного ограничения срока правления, в связи с чем кандидатом от правящей партии «Организация народов Юго-Западной Африки» стал премьер-министр Хаге Гейнгоб.
Всего в списке кандидатов — 9 лидеров политических партий Намибии:
| Кандидаты             | Партия                                             |
| --------------------- | -------------------------------------------------- |
| Ассер Мбаи            | Демократическая органихация национального единства |
| Бен Уленга            | Конгресс демократов                                |
| Эпафрас Ян Муквилонго | Борцы за экономическую свободу Намибии             |
| Хаге Гейнгоб          | Организация народов Юго-Западной Африки            |
| Хенк Мадж             | Республиканская партия                             |
| Хидипо Хамутенья      | Фронт демократии и прогресса                       |
| Игнациус Шиксвамени   | Всенародная партия                                 |
| Макгенри Венаани      | Демократический альянс Турнхалле                   |
| Усутуайе Маамберуа    | Национальный союз Юго-Западной Африки              |

## Голосование
Голосование началось в 7 часов утра по местному времени (08:00 по Москве) и продлилось 14 часов. На более четырёх тысяч избирательных участков волеизъявление являлось полностью электронным: члены комиссий проверяли подлинность электронных карт избирателей, после чего голосующий в кабине для голосования нажимал на кнопку, соответствующую выбранному им кандидату. В связи с этим, глава национальной избирательной комиссии Нотемба Чипуежа сказала, что «Намибия впервые использует систему электронных выборов, что значительно сократит время подсчета голосов. Мы планируем объявить результаты через 24 часа после закрытия участков». Всего в стране размещено около 1200 фиксированных и 2700 мобильных избирательных участков. За ходом голосования следили наблюдатели от Сообщества развития Юга Африки, посольства США, Европейского Союза, а также местных общественных деятелей некоммерческих организаций.
Правом голоса обладали 1240 тысяч человек от всего населения страны в 2,3 млн.

## Результат
Правящая партия «Организация народов Юго-Западной Африки» одержала убедительную победу, получив более 86 % голосов.